# Франко Гандіні
Франко Гандіні (італ. Franco Gandini, 27 липня 1936) — італійський велогонщик.
Олімпійський чемпіон 1956 року в командній гонці переслідування.